# Seattle Opera

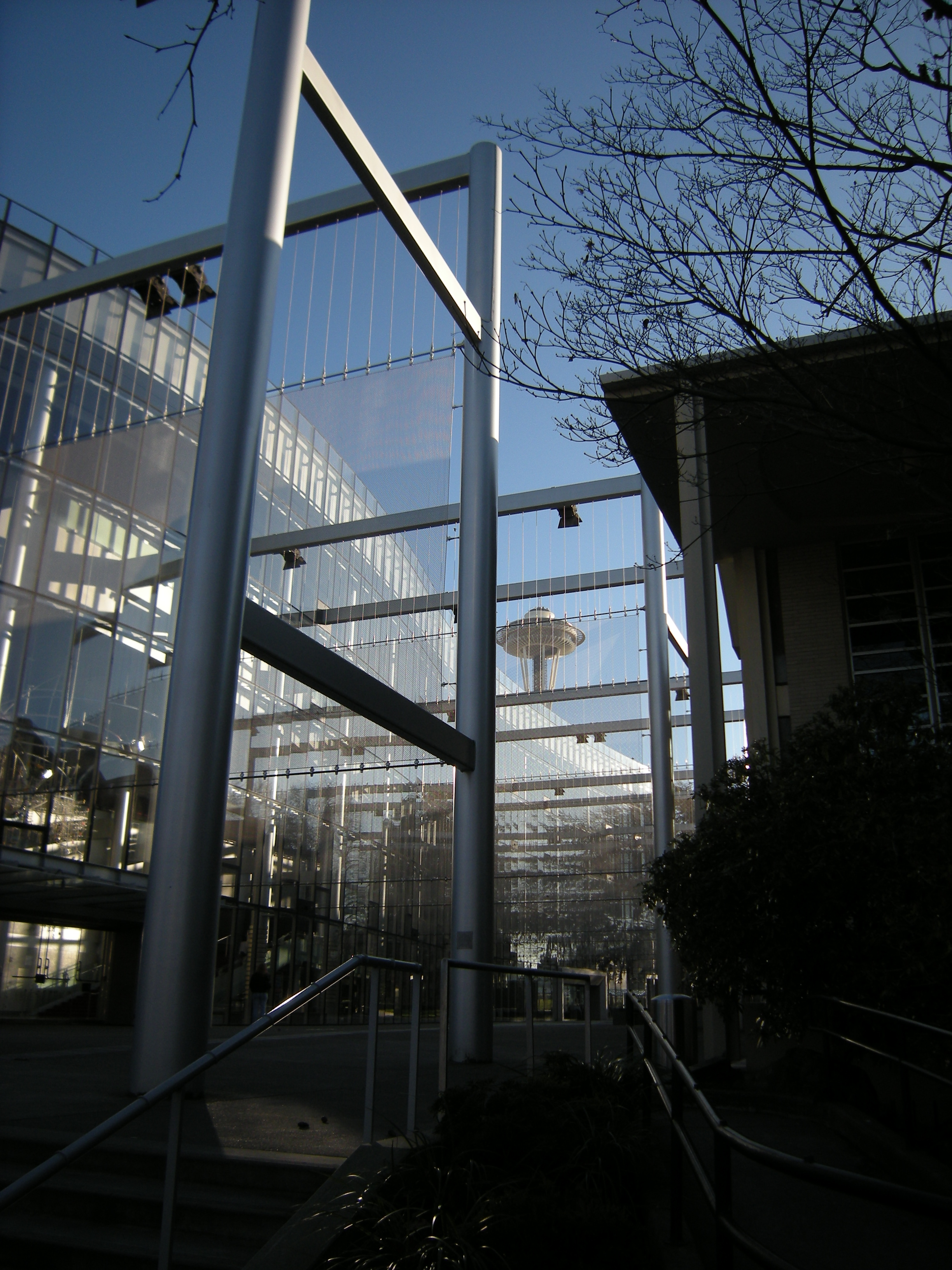
McCaw Hall, Spielstätte der Seattle Opera

Die Seattle Opera wurde 1963  als erstes ständiges Opernhaus Seattles gegründet. Die ersten Vorstellungen fanden 1964 statt. Die Seattle Oper gilt als eine der führenden und innovativen Musiktheaterbühnen Nordamerikas. Das Haus wurde in den ersten fünfzig Jahren ihres Bestehens von den Intendanten  Glynn Ross (1964 bis 1983) und Speight Jenkins (1983 bis 2014) geleitet.
Intendantin seit 2019 ist die deutsche Kulturmanagerin Christina Scheppelmann.

## Geschichte

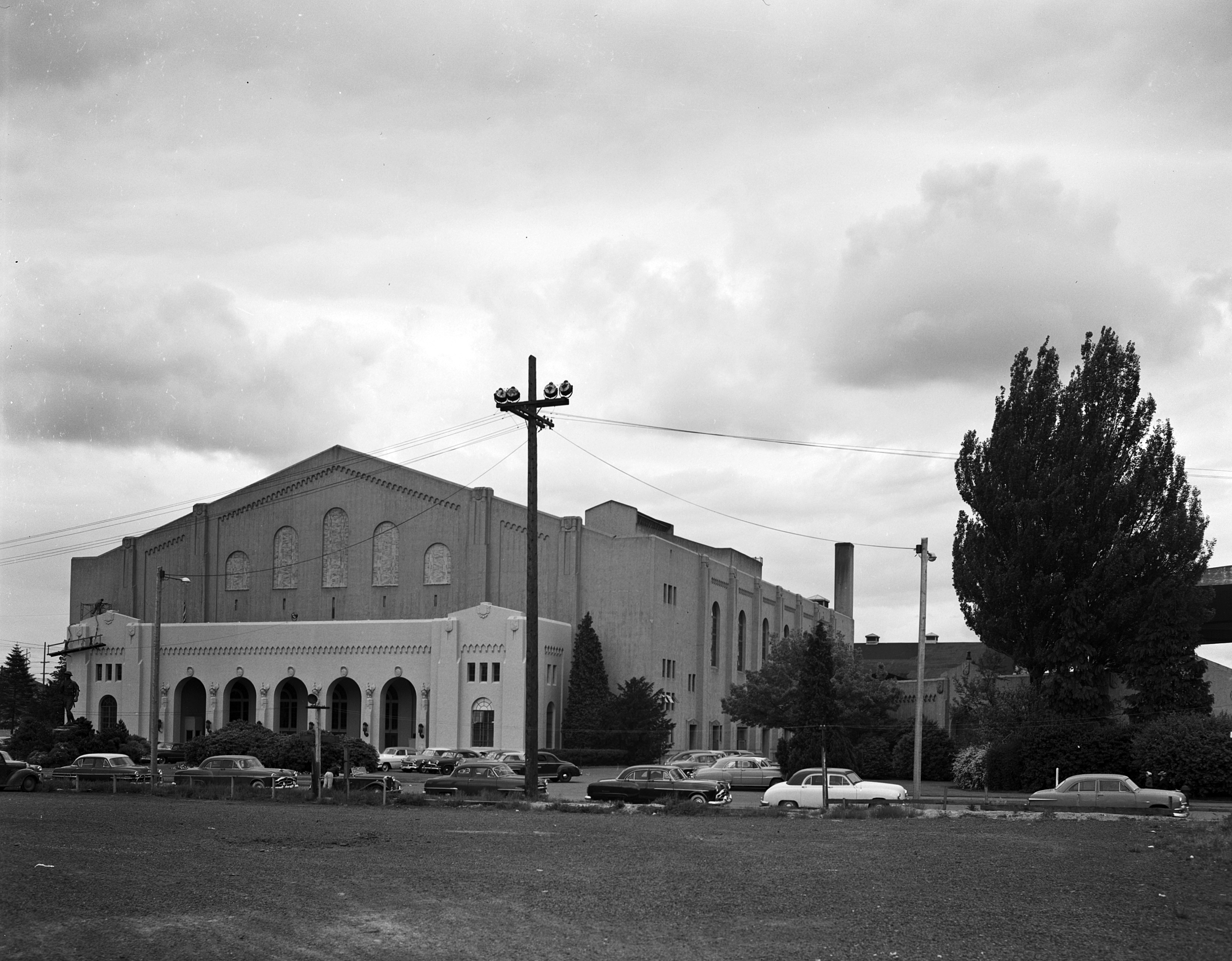
Civic Auditorium, 1954

Ursprünglich stand an der Stelle, wo sich heute die Marion Oliver McCaw Hall befindet, das Civic Auditorium. Es wurde 1928 errichtet, mit einer Spende des Saloon-Eigentümers James Osborne und einer städtischen Anleihe. Das Grundstück wurde von Denny Perry bereitgestellt, einem Mitglied der Denny Party, die im November 1851 Seattle gegründet hatte. Die Mehrzweckhalle wurde Spielstätte von Seattle Symphony, des 1903 gegründeten Orchesters der Stadt, und von zahlreichen Tourneeveranstaltungen unterschiedlicher Natur. Die Halle wurde 1959 abgerissen um einem Neubau Platz zu machen. Für die Weltausstellung 1962 wurde ein Opernhaus errichtet, welches am 21. April 1962 mit einem Konzert von Seattle Symphony – geleitet von Igor Strawinsky, mit Van Cliburn am Klavier – eröffnet wurde. Während der Weltausstellung diente die neue Oper überwiegende Unterhaltungsprogrammen, beispielsweise der Ed Sullivan Show und Tanzprogrammen.
Die Operntruppe Seattle Opera wurde erst Ende 1963 gegründet – als Fusion zweier kurzfristig miteinander konkurrierender Einrichtungen, Ort, der Seattle's Western Opera Company (gegründet 1962 von Helen Jensen) und der Seattle Opera Association, einem Ableger des Seattle Symphony Orchestra. Die neue Institution, nunmehr geleitet von Albert O. Foster (1905–1986) als Präsident, suchte einen Intendanten und fand ihn in Glynn Ross (1914–2005). Der Dirigent des Seattle Symphony Orchestra, Milton Katims (1909–2006), wurde als Musikdirektor bestellt. Intendant Ross profilierte sich als „P. T. Barnum der Oper“, holte Weltstars wie Joan Sutherland nach Seattle und konnte ein treues Stammpublikum gewinnen. Roméo et Juliette von Gounod bewarb er mit dem Slogan: „Two kids in trouble, real trouble, with their families.“ Sein Nachfolger Speight Jenkins setzte diesen Kurs erfolgreich fort.

## McCaw Hall

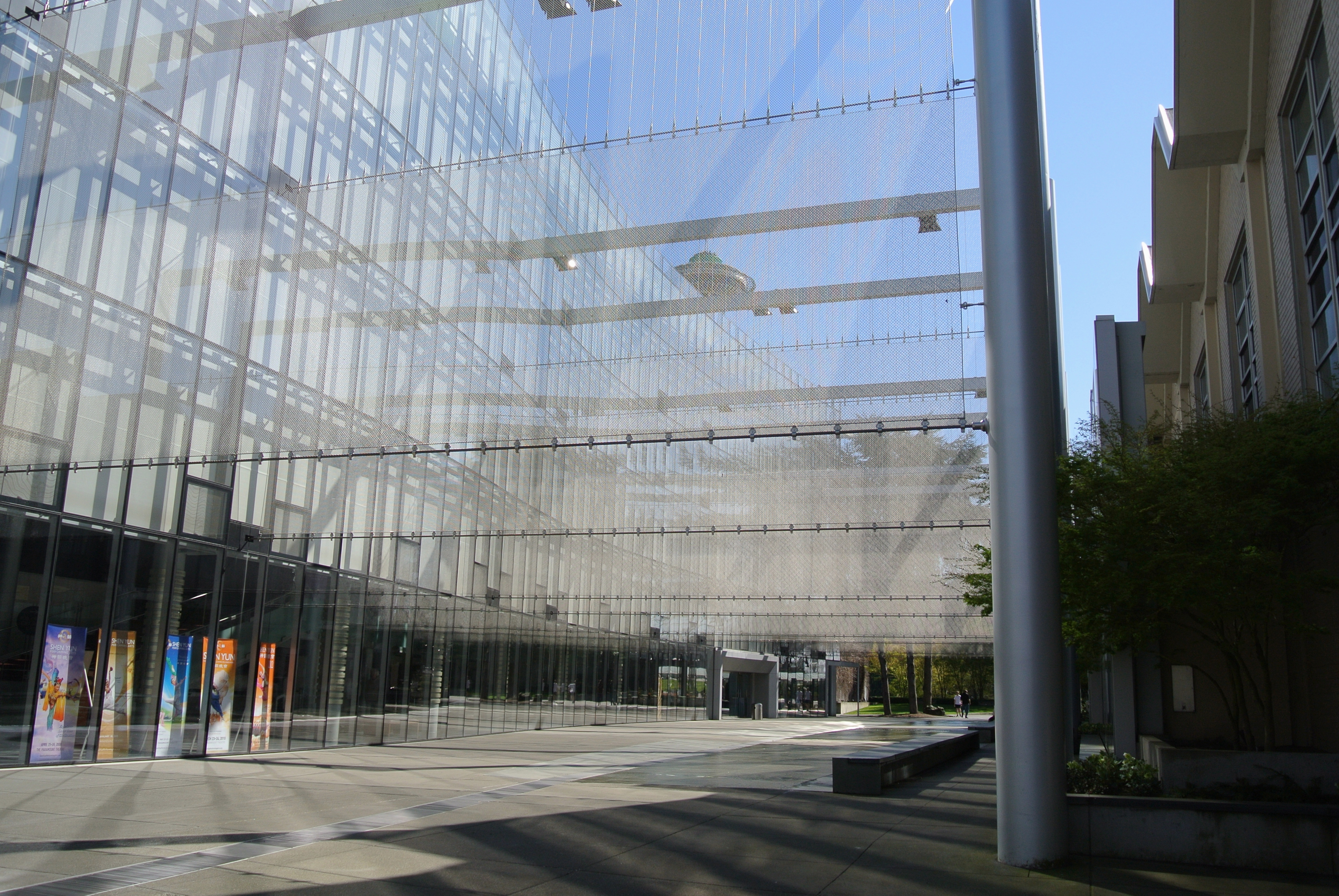
McCaw Hall, Außenansicht

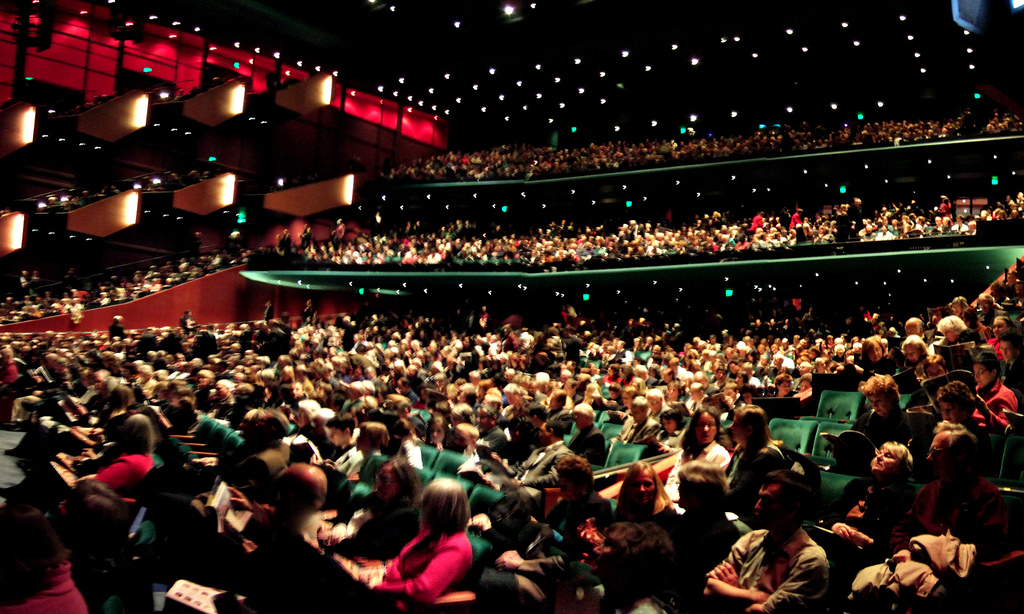
McCaw Hall, Innenansicht

Logotype

Das Seattle Opera House wurde 1962 fertiggestellt, jedoch 2003 in Marion Oliver McCaw Hall umbenannt, da die vier Söhne von Marion Oliver McCaw Garrison 20 Millionen $ für die Renovierung gespendet hatten, unter ihnen Craig McCaw. Die Namensträgerin war eine große Opernliebhaberin und versäumte kaum eine Vorstellung. Sie hatte mehrere Funktionen im Kulturleben von Seattle. Das Gebäude ist Teil des Seattle Centers, eines 30 Hektar großen Geländes für die Unterhaltungsbranche, für Kunst, Kultur und Bildung sowie für touristische Angebote. Das Seattle Center wurde anlässlich der Century 21 Exposition, der Weltausstellung von 1962 errichtet. Wahrzeichen ist der Space Needle, ein 184 Meter hoher Aussichts- und Restaurantturm, der zum Zeitpunkt seiner Errichtung das höchste Bauwerk westlich des Mississippi darstellte.
Die McCaw Hall ist in Kinoform errichtet, mit guter Sicht von allen 2.963 Plätzen. Mit dieser enormen Kapazität fasst der Saal mehr Zuseher als jedes europäisches Opernhaus. Die Seattle Opera teilte sich die Spielstätte anfangs mit dem Orchester der Stadt, Seattle Symphony. 1972 wurde das Pacific Northwest Ballet gegründet, welches seine Vorstellungen ebenfalls in der McCaw Hall durchführt. Die Ballettschule des Ensembles befindet sich im benachbarten Phelps Center. Seit 1998 hat Seattle Symphony einen eigenen Konzertsaal in Downtown Seattle, die damals neu errichtete Benaroya Hall. Der Klangkörper fungiert aber weiterhin als Hausorchester des Opernbetriebs.

## Spielplan
Der Großteil der Aufführungen wird mit Werken des klassischen Kanons bestritten – Gluck, Mozart, italienische, französische und deutsche Opern des 19. und des frühen 20. Jahrhunderts (insbesondere Verdi, Puccini, Massenet, Wagner und Strauss) sowie aus dem slawischen Repertoire Tschaikowski und Dvořák. Die Pflege der Werke Wagners wurde auch unter den Nachfolgern von Glynn Ross fortgesetzt, der Ring des Nibelungen stand ab 1985 in einer kontroversiellen postmodernen Neuinszenierung von Robert Israel (Set Design) und Francois Rochaix (Regie) auf dem Programm sowie ab 2000 in einer Neuproduktion von Thomas Lynch und Stephen Wadsworth. Diese Produktion war bis 2013 in Seattle zu sehen und zu hören, zuletzt unter der musikalischen Leitung von Asher Fisch.
Die zweite Säule des Spielplans sind Werke amerikanischer Komponisten, durchgehend mit Bezug zur Lebensrealität der Stadt oder zur Geschichte der Vereinigten Staaten. Beispielsweise steht im Februar 2022 die Oper Blue von Tazewell Thompson (Libretto) und Jeanine Tesori (Musik) auf dem Spielplan. Das Werk zeigt eine afroamerikanische Familie und die Polizeigewalt in den USA, die zum Tod des Sohnes führt. Es folgt eine Liste neuer Opern, die an der Oper von Seattle gezeigt wurden, teils Auftragswerke, teils Uraufführungen:
- Carlisle Floyd: Of Mice and Men (1970)
- Thomas Pasatieri: Calvary (1971)
- Thomas Pasatieri: Black Widow (1972)
- Daniel Catán: Florencia en el Amazonas (1998)
- Marvin David Levy: Mourning Becomes Electra (2003)
- Daron Hagen: Amelia (2010)
- Jack Perla: An American Dream (2015)
- Mason Bates: The (R)evolution of Steve Jobs (2019)
- Jonathan Dove: Flight (2021)

Für die 4-Jahres-Periode 2020–2023 erstellte die Seattle Opera einen Racial Equity Plan, er soll Diversität im gesamten Betrieb fördern.